# محطة قطار غليزان
محطة قطار غليزان وتربط بين الجزائر العاصمة ووهران كما تربط بين تيارت ومستغانم.تتواجد شمال وسط المدينة ببضع أمتار عن البلدية، وشيدت خلال العهد الاستعماري سنة 1868.

## موقع السكك
تقع محطة غليزان على ارتفاع 67.490 م، عند النقطة الكيلومترية (PK) 295.626 من الخط الممتد من الجزائر العاصمة إلى وهران، حيث تسبقها محطة قطار وادي الجمعة وتليها محطة قطار يلل.

## تاريخ
تم بناء محطة غليزان لافتتاح الجزء من وهران إلى غليزان من خط السكة الحديد من الجزائر إلى وهران. تم وضعه في الخدمة في 1 نوفمبر 1868عندما تم افتتاح هذا القسم.
تم وضع القسم التالي، من غليزان إلى أفريفيل (خميس مليانة)، في الخدمة في 15 يونيو 1870.
في 15 مايو 1888، تم تشغيل الجزء الممتد من مستغانم إلى غليزان من الخط الممتد من المقطع إلى ترومليت(دحموني). ثم، في 20 فبراير 1889، تم فتح القسم من غليزان إلى تيارت، عبر وادي الأبطال ومشرع الصفا، من هذا الخط. وأصبحت المحطة بعد ذلك من أهم المحطات الفرعية في ذلك الوقت في الجزائر، عند نقطة عبور الخط من الجزائر العاصمة إلى وهران مع ذلك من مستغانم إلى تيارت حتى لو كان الفرق في مقياس المسار (المسار العادي للمقياس الأول والضيق والثاني) لم يسمح للقطارات بالمرور من واحدة إلى أخرى.
في عام 1925، حل قسم جديد من غليزان إلى مشرع الصفا، عبر زمورة، محل ذلك عبر وادي الأبطال الذي تم التخلي عنه بعد الفيضانات العديدة لوادي مينا مما جعل الخط غير قابل للعبور في كثير من الأحيان.

## خدمة المسافرين

### خدمة الخطوط
تخدم محطة غليزان قطارات إقليمية من المواصلات :
- خط سكة حديد من غليزان إلى المسيلة
- خط سكة حديد من غليزان إلى مستغانم
- خط سكة حديد من غليزان إلى مهدية
- خط سكة حديد من غليزان إلى مشرع الصفاء
- خط سكة حديد من المحمدية إلى البيوض
- خط سكة حديد من الجزائر إلى وهران

### مواضيع ذات صلة
- الموقع الرسمي للشركة الوطنية للنقل بالسكك الحديدية